# Татарский триптих
«Татарский триптих» — украинский фильм 2004 года режиссёра Александра Муратова.

## Сюжет
Экранизация трёх новелл Михаила Коцюбинского из его «татарского цикла»: «Путы шайтана», «На камне» и «Под минаретами».
Действие происходит в 1903 году в Крыму в среде крымских татар, три истории любви, перечёркнутой столкновением с косными традициями в вопросах политики, семьи и религии.

## В путах Шайтана
Эменэ, молодая татарская девушка, может только мечтать о возлюбленном, который не по нраву её отцу, стороннику пантюркизма из-за его антитурецких взглядов, и волей отца отдана замуж за пожилого мужчину, который ей глубоко неприятен.
В ролях:
- Ирина Салагаева — Эминэ
- Расим Юнусов — Хаджи-Бекир
- Мустафа Куртмуллаев — Сеттар
- Эльмар Аблаев — Мустафа
- Наджие Якубова — мать Эминэ
- Ирина Бардакова — Лиза, русская
- Светлана Усатюк — русская

## «На камне»
Фатима замужем за постылым нелюбимым мужем. Как-то она встречает красавца-турка - подручного торговца-грека, который привозит соль в их село. За миг любви девушка готова рисковать жизнью. Когда влюблённых застают, и муж с односельчанами убивает турка, Фатима сбрасывается со скалы.
В ролях:
- Яна Ляхович — Фатима
- Сергей Прудкий — Али
- Дилявер Сеттаров — Мемет
- Рефат Сеит—Аблаев- Джепар
- Решат Джемилёв — Нурла
- Сейтабла Меметов — грек

## «Под минаретами»
Мириам, умная и интеллигентная молодая актриса, вынуждена выбирать между любовью и искусством, ведь если она примет участие в спектакле, высмеивающим фальшь мусульманских священников, её религиозный отец, и без того осуждающий свободный образ жизни ставящего спектакль будущего зятя, не позволит ей выйти замуж за любимого.
В ролях:
- Эльзара Баталова — Мириам
- Энвер Белялов — шейх дервишей
- Эдем Таиров — Джафер
- Эльдар Джелилов — Бекир
- Марлен Османов — Абдураим
- Аброр Бакиров — Абибулла
- Эшреф Ягьяев — Мустафа
- Ленара Османова — Шерфе

## Съёмки
Фильм снимался по госзаказу от Министерства культуры Украины.
В основном съёмки велись в Бахчисарае, роли в фильме исполнили актёры Крымскотатарского музыкально-драматического театра.

## Критика
Фильм получил низкие оценки, так кинокритик Виктор Матизен назвал фильм «очень слабым», а кинокритик Лидия Маслова заметила, что фильм интересен только как первый в истории фильм на крымскотатарском языке и больше, кроме трагических финалов, ничем «не блещет», а «смотреть его спокойно может только пытливый этнолог, наделенный недюжинной силой воли».
Крымскими татарами фильм был встречен неоднозначно, а его первый показ закончился скандалом: немалая часть зрителей покинула зал, не дождавшись окончания сеанса, возмущённые описанием некоторых моментов жизни крымских татар того времени и изображением режиссёром в фильме псевдомусульманских предрассудков.